# Castell de Santa Fe
El Castell de Santa Fe és una casa senyorial de Santa Fe, municipi de les Oluges (Segarra), protegida com a Bé Cultural d'Interès Nacional.

## Descripció

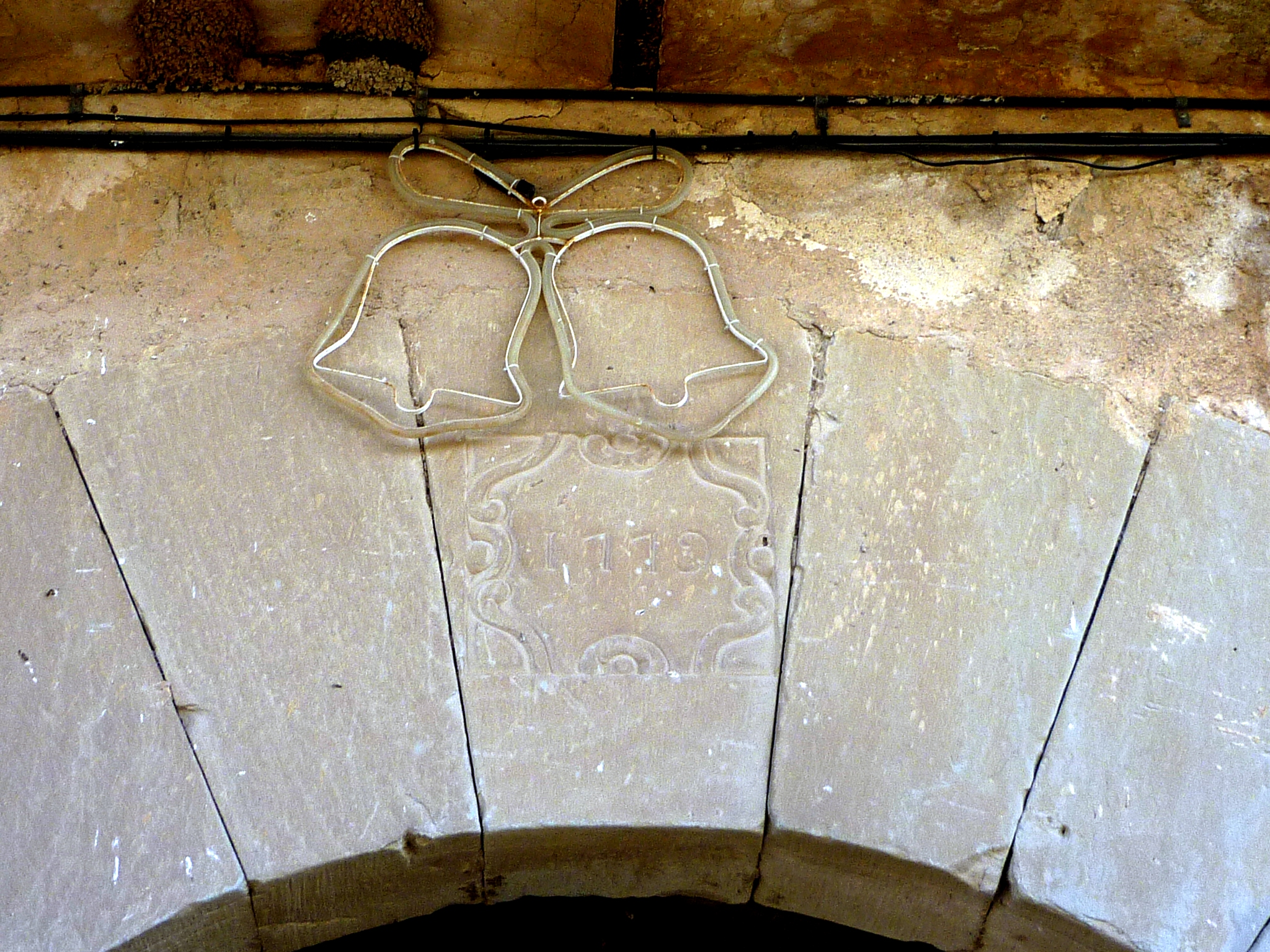
Dovella de la portada

Gran Casal senyorial situat a la part més elevada del nucli. Possiblement fou construït al mateix moment que s'edificaren les muralles al segle xii, modificat posteriorment al segle xviii, i dividit en diferents habitatges actualment. Presenta un aparell de carreus irregulars ajuntats amb morter, excepte als extrems de l'edifici i com a emmarcament de portes i finestres, on trobem un treball més acurat amb carreus regulars de grans dimensions. Conserva la portalada principal, d'arc de mig punt amb grans dovelles, on a la dovella central trobem una incisió que ens indica l'any en què es va modificar la seva estructura, l'any 1729. Al llarg del mur, es pot observar obertures de finestres i balcons, que segueixen l'estil i la tipologia de les diferents fases constructives de l'edifici, així com en algunes arestes de les façanes hi ha la presència de l'escut heràldic d'una de les famílies propietàries del recinte.